# Lozica
Lozica (italsky Crumula) je vesnice a přímořské letovisko v Chorvatsku v Dubrovnicko-neretvanské župě, spadající pod opčinu města Dubrovník. Nachází se asi 3 km severozápadně od Dubrovníku. V roce 2011 zde žilo celkem 146 obyvatel.
Vesnice je napojena na silnici D8. Sousedními vesnicemi jsou Mokošica a Zaton, sousedním městem Dubrovník.